# 觀鳥軒有機農莊
觀鳥軒有機農莊是香港已結業的一個主題公園，位於新界元朗區流浮山。

## 設施
紅肉火龍果園、錦鯉養殖池塘、動物園、香港最大的蜜蜂養殖場、棗園、有機耕作示範場地、觀景亭、小食亭、小型遊園火車、金魚池塘、蒙古住宿包及燒烤場等。

## 公共交通
- 從元朗泰豐街乘搭第35號綠色專線小巴至流浮山的沙橋（尖鼻嘴），「觀鳥軒有機農莊」就在總站的路旁。

## 外部連結
- 觀鳥軒有機農莊 （页面存档备份，存于）